# Sistema palametoscópico de Eugène Stockis
El sistema palametoscópico de Eugène Stockis es un método sistemático que utiliza la palametoscopía para la identificación y registro de neonatos y delincuentes, mediante los diseños que forman las crestas papilares en las palmas de las manos. Es obra de Eugène Stockis, médico legista y profesor de la Universidad de Lieja, Bélgica; quien lo publicó por primera vez en la revista Archives internationales de médecine légale (Archivos internacionales de medicina legal) entre el 4 y 10 de agosto de 1910. Este sistema admite tanto archivos monopalmares (los policiales) como bipalmares (los registros de recién nacidos).

## Regiones del palametograma
A la impresión entintada del diseño papilar de las palmas se lo denomina palametograma, el cual se divide para su estudio en tres regiones: la superior, interdigital o metacarpiana; la tenar y la hipotenar. Las cuales se corresponden con la anatomía topográfica de la mano.

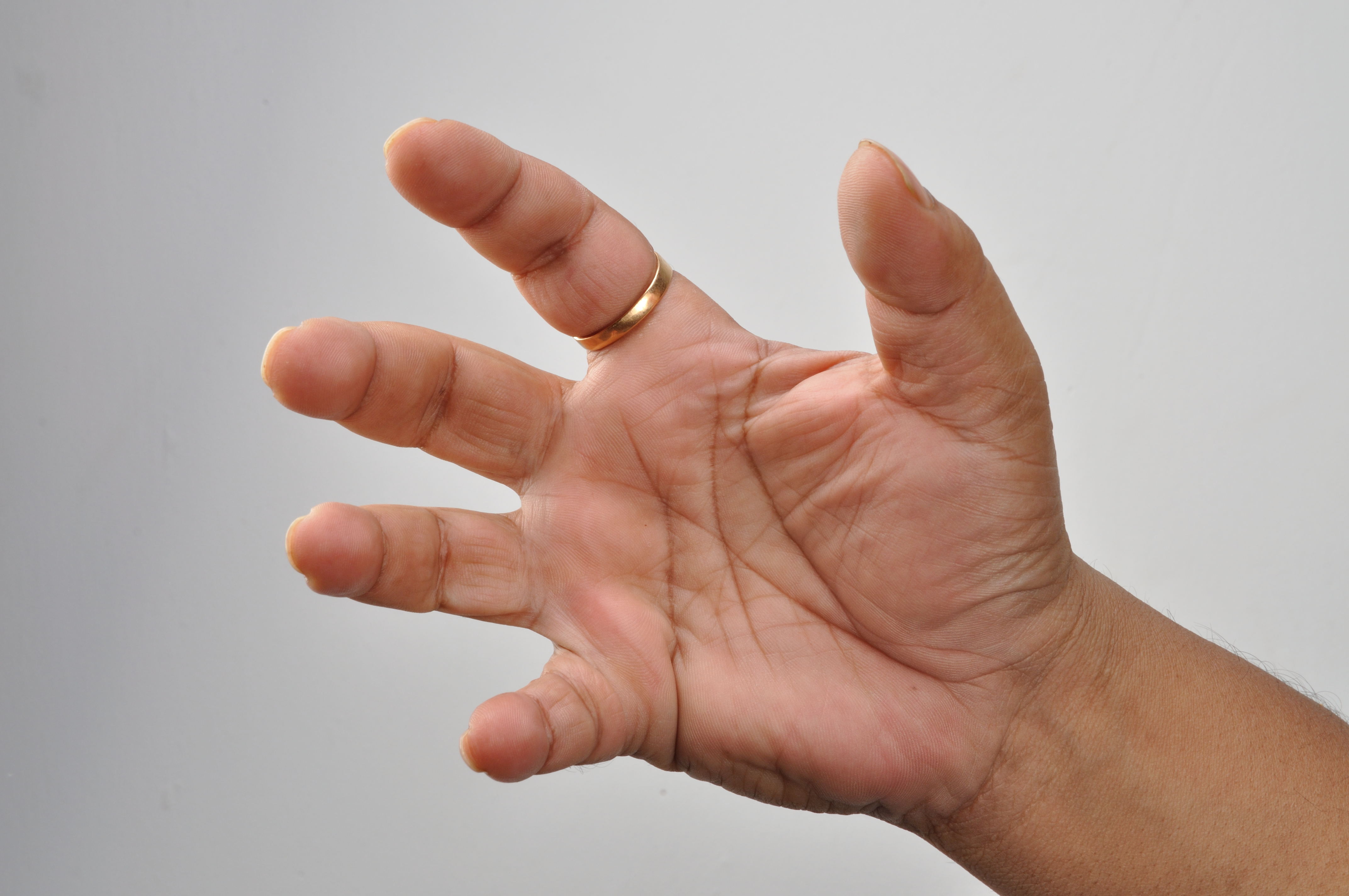
Los pliegues de flexión son surcos en la piel, visibles a simple vista y que aparecen en las impresiones como espacios sin tinta. Su función es la de facilitar los movimientos flexivos naturales de la mano.

Con la finalidad de evitar posibles ambigüedades, el autor palametocópico delimitó debidamente estas regiones; junto con cuatro zonas complementarias (subdivisiones de la región superior). Para ello definió cinco líneas rectas imaginarias, a las que denominó «primera», «segunda», «tercera», «cuarta» y «quinta». La primera línea recta imaginaria une el punto superior del espacio correspondiente al pliegue de flexión de la base de inserción del dedo pulgar con el límite externo de la mano, trazándose de forma paralela al pliegue de flexión de la misma con el antebrazo (muñeca). La segunda línea recta imaginaria se traza desde el punto de mayor curvatura del pliegue de flexión de la muñeca (ubicado sobre el túnel carpiano) hasta la primera línea, de forma perpendicular a ésta. La tercera, cuarta y quinta línea recta imaginaria se trazan desde el punto medio del espacio correspondiente al pliegue de flexión de la base de inserción de los dedos índice, medio y anular, respectivamente, hasta la primera línea, de forma perpendicular a ésta.
La región tenar queda limitada por la primera línea recta imaginaria, la segunda, la muñeca y el pulgar. La región hipotenar queda limitada por la primera línea recta imaginaria, la segunda, la muñeca y el límite externo de la mano. La región superior queda limitada por la primera línea recta imaginaria, el espacio interdigital entre el pulgar y el dedo índice y los límites superior y exterior de la palma de la mano. Esta región, a su vez, se divide en cuatro zonas; llamadas «I», «II», «III» y «IV». La zona I es la comprendida entre la cuarta línea recta imaginaria y el espacio interdigital entre el pulgar y el índice. La zona II es la ubicada entre la cuarta y quinta líneas rectas imaginarias. La zona III es la que abarca desde la quinta línea recta imaginaria hasta el límite externo de la mano.

## Grupos de diseños
Los diseños que pueden presentar las líneas se dividen en seis grupos: «arco», «presilla interna», «presilla externa», «verticilo», «diseño no encuadrable» y «anomalía». Estos deben respetar un estricto orden de prelación, el cual es muy importante para la correcta clasificación del palametograma.

### Arco

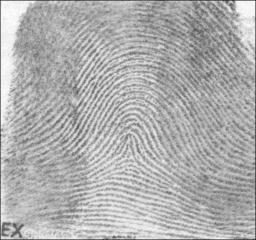
Arco piramidal bajo (la longitud de la altura de la pirámide es similar a la de la base)

El autor define como arco a todo conjunto de líneas que durante su recorrido se disponen de forma transversal, algo curvas y paralelas entre sí (arco llano o simple); o bien presentan un quiebre anguloso (arco angular o quebrado); caen ostensiblemente hacia el lado derecho o izquierdo (arco con inclinación de líneas); se elevan conformando una figura piramidal (arco piramidal) o redondeada (arco piniforme); o están constituidos por tres sistemas independientes que convergen en un punto denominado delta central, trípode o arco palmar. Pese a la enorme diferencia entre estos tipos de diseños, todos ellos se representan con el número «1».

### Presilla interna
Denomina presilla interna a todo diseño en el cual las líneas en algún momento de su recorrido vuelven en la misma dirección, formando asas o apresillamientos, y las ramas que componen la cabeza del asa central (la más interna) se dirigen hacia el interior del palametograma. Si el diseño se encuentra en las regiones tenar e hipotenar se simboliza con el número «2»; mientras que, si se encuentra en la superior, ha de distinguirse en qué zona se halla. Si es en la I, le corresponde la letra «E»; en la II, la «R»; en la III, la «M» y en la IV, la «C». Dándose que la simbología correspondiente a la región superior es común tanto a las presillas internas como externas.

### Presilla externa
Presilla externa es todo diseño en el cual las líneas en algún momento de su recorrido vuelven en la misma dirección, formando asas o apresillamientos, y las ramas que componen la cabeza del asa central (la más interna) se dirigen hacia el exterior del palametograma. Si el diseño se encuentra en las regiones tenar e hipotenar se simboliza con el número «3»; mientras que, si se encuentra en la superior, ha de distinguirse en qué zona se halla; simbolizándose de la misma forma que las presillas internas.

### Verticilo
Define como verticilo a todos aquellos diseños que están constituidos por líneas que se agrupan conformando núcleos con centros definidos o definibles. Cualquiera fuera la conformación central formada, se los simboliza con el número «4».

### Diseño no encuadrable
Este grupo incluye a todo diseño no comprendido en los precedentes, así como también a la ausencia total de diseño. Se los simboliza con el número «5».

### Anomalía
Se clasifica como anomalía a todas las anomalías palmares, ya sean congénitas o adquiridas, y a las amputaciones. A estos casos se los clasifica con la letra «X».
| Orden de prelación | Nomenclatura          | Simbología (regiones tenar e hipotenar) | Simbología (región superior)                |
| ------------------ | --------------------- | --------------------------------------- | ------------------------------------------- |
| 1                  | Arco                  | 1                                       | 1                                           |
| 2                  | Presilla interna      | 2                                       | Zona I: E Zona II: R Zona III: M Zona IV: C |
| 3                  | Presilla externa      | 3                                       | Zona I: E Zona II: R Zona III: M Zona IV: C |
| 4                  | Verticilo             | 4                                       | 4                                           |
| 5                  | Diseño no encuadrable | 5                                       | 5                                           |
| 6                  | Anomalía              | X                                       | X                                           |

## Línea de clasificación

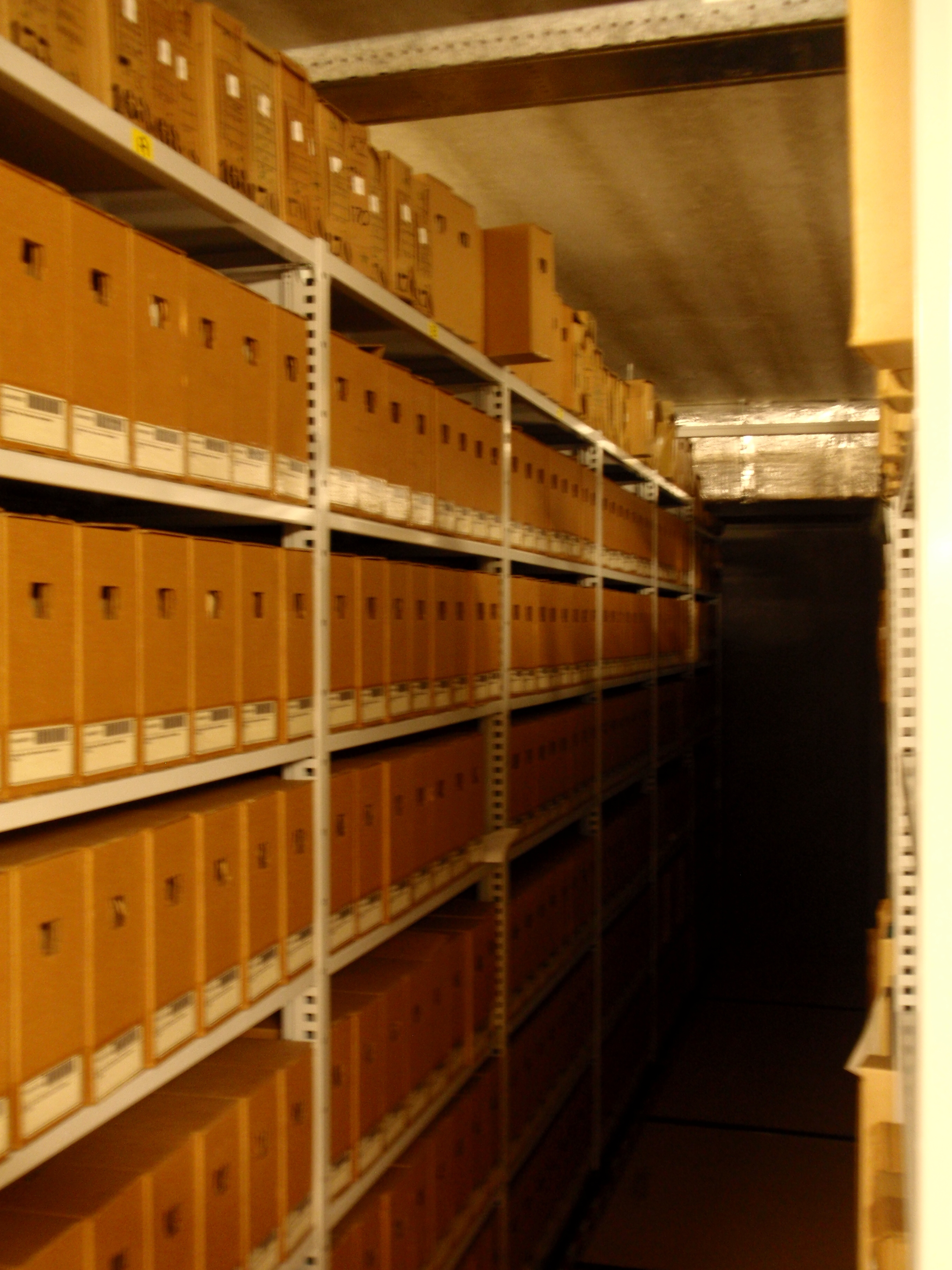
Las fichas palmares requieren un sistema de archivo eficiente, para poder localizarse una determinada cuando se lo requiera.

La línea de clasificación es un diagrama que indica cuales son los diseños presentes en un determinado palametograma, con el fin de clasificarlo de manera correcta en un archivo. El diagrama consta de una tabla de dos filas y seis columnas, si se trata de una clasificación bipalmar, o solo tres, si es monopalmar. En los casilleros de la segunda fila se colocan alternativamente las letras T, H y S, para representar a las distintas regiones del palametograma (tenar, hipotenar y superior, respectivamente).
Según la mano que se esté clasificando, el orden de las regiones varía. Siendo «tenar, hipotenar y superior» el correspondiente para el palametograma izquierdo e «hipotenar, tenar y superior», para el derecho. Si se trata de un sistema monopalmar, esto indicará de qué mano se trata; y si es bipalmar, se colocará primero la línea de clasificación izquierda seguida de la derecha, separada por una línea doble o una sola, pero de mayor longitud que las otras, de manera que pueda distinguirse claramente en donde finaliza la clasificación de una mano y comienza la de la otra.  
En la fila superior se ubica la simbología correspondiente a los diseños que dicho palametograma posee, uno por cada vez que aparezca, respetando el orden de prelación. Las letras van siempre en imprenta mayúscula y el primer diseño de cada región o zona en un tamaño de letra ligeramente superior al resto. El primer diseño de cada región o zona será la clasificación básica y los demás, la complementaria. En el caso de la región superior, hay que especificar los diseños de cada zona separados por un punto, respetando las mismas reglas que para las otras regiones.
Si un diseño se encuentra entre dos regiones, se especifica solo en el primero que aparezca; salvo que sea una presilla, las cuales se unen con un trazo curvo (que indica que son el mismo diseño), similar a un breve invertido.
Ejemplo
| 113 | 12 | 1.1R.M4.114 | X | 135 | 1E.11.11M.5 |
| T   | H  | S           | H | T   | S           |